# Лабе (Гвинея)
Лабе (фр. Labé) — город в центральной части Гвинеи, административный центр провинции Лабе.

## Описание
Расположен в 450 км к северо-востоку от столицы страны, города Конакри, на высоте 927 м над уровнем моря. Климат города — тропический, с большими различиями между дневными и ночными температурами. Жарко на протяжении всего года; среднее годовое количество осадков составляет около 1500 мм (почти все они выпадают в период с мая по октябрь).
Основан в 1755 году мусульманским проповедником по имени Карамоко Альфа мо Лабе, который распространял ислам в данном регионе. До французской колонизации город был столицей провинции Дивал. Сегодня Лабе является важным центром торговли; город известен ткачеством, производством обуви и мёда. Имеется аэропорт Тата, однако с середины 2000-х годов регулярных рейсов в Лабе не осуществляется. Покрытие взлётно-посадочной полосы аэропорта на сегодняшний день полностью отсутствует.

## Население
По данным на 2013 год численность населения города составляла 60 686 человек.
Динамика численности населения города по годам:
| 1996   | 2013   |
| ------ | ------ |
| 49 512 | 60 686 |

## Известные люди
- Сираду Диало — гвинейский политик и журналист.